# Jorge Troncoso
Jorge Nicolás Troncoso Ramírez (Santiago, Chile, 13 de enero de 1993), es un futbolista chileno que juega como volante.

## Trayectoria
Debutó oficialmente en Colo-Colo, en el empate a un gol ante Cobreloa, por la fase regular del Torneo de Apertura. A principios del 2012 fue enviado a préstamo a Curicó Unido, a mitad de año es devuelto, y es inscrito para jugar por el Colo-Colo Filial, equipo "B" del cacique. Tuvo un paso por San Antonio, Club Deportivo Universidad de Concepción y La Serena.

## Clubes
| Club                      | País           | Año       |
| ------------------------- | -------------- | --------- |
| Colo-Colo                 | Chile          | 2011      |
| Curicó Unido (cedido)     | Chile          | 2012      |
| San Antonio Unido         | Chile          | 2013      |
| Colo-Colo                 | Chile          | 2013-2014 |
| Universidad de Concepción | Chile          | 2014-2017 |
| Deportes La Serena        | Chile          | 2017      |
| Deportes Melipilla        | Chile          | 2018      |
| Austin Bold FC            | Estados Unidos | 2019-2021 |

## Palmarés

### Campeonatos nacionales
| Título     | Club                      | País  | Año     |
| ---------- | ------------------------- | ----- | ------- |
| Copa Chile | Universidad de Concepción | Chile | 2014-15 |